# Вайда (гора)
Гора Вайда — гора в Смирныховском районе Сахалинской области России. С 1983 года — памятник природы регионального значения Сахалинской области.

## Местоположение
Гора расположена в южной части острова Сахалин, на западных отрогах Восточно-Сахалинских гор, по левому борту реки Рукутама (здесь, в верхнем течении, до слияния с Голубихой, эта река называется Витница). Эта территория входит в Смирныховский район Сахалинской области, гора находится примерно в 50 километрах северо-восточнее центра района, посёлка Смирных, и в 10-12 км от села Первомайского.

## Охранный статус
Памятник природы регионального значения Сахалинской области. Общая площадь памятника составляет 600,9 га, охранной зоны вокруг памятника 1037 га. Объектами охраны являются комплекс геологических (выходы древних известняков, карстовые пещеры, гроты и другие формы рельефа), ботанических (редкие растительные сообщества и редкие виды сосудистых растений, мхов, лишайников) и зоологических (редкие виды позвоночных животных и насекомых, а также места их обитания) объектов.

## Описание
Вайда представляет собой древнее рифовое образование, сложенное преимущественно известняком, датируемое верхне-юрским периодом. Гора вытянута в северо-западном направлении и имеет две вершины: одна высотой 947 метров и вторая 835 метров. Рельеф сильно расчленён, в верхней части — скалы (отвесы 40-50м).

## Пещеры горы Вайда
В горе имеются многочисленные карстовые полости — пещеры и гроты, которые формировались в позднем плиоцене — раннем плейстоцене, и сейчас находятся на обвально-цементационной стадии развития. В сентябре 1979 году геологом В. П. Деркаченко при исследовании известнякового месторождения были обнаружены первые 9 пещер. В 1981—1982 годах проводилось более глубокое исследование карстового массива горы Вайда экспедицией Тихоокеанского института географии ДВНЦ АН СССР под руководством Ю. И. Берсенёва.
Пещеры горы Вайда относятся к Окадскому участку Восточно-Сахалинского карстового района. Известно более 30 полостей, большинство их невелики, длиной менее 40-50 метров. Однако здесь расположен и один из глубочайших провалов Сахалина — шахта Каскадная, глубиной более 120 метров, а также крупные и многоярусные Вайдинская пещера и пещера Медвежья Могила (Медвежьих Трагедий). В последней исследователями найдено большое количество костей животных — как современных, так и древних.

## Флора
На горе произрастают редкие виды растений: мхи и лишайники, занесённые в красную книгу РФ, а также пион обратнояйцевидный, рододендрон Адамса, рододендрон Редовского, ива Кимуры, венерин башмачок пятнистый, венерин башмачок крупноцветковый, дендрантема монгольская, красивоцветник сахалинский, прострел Татеваки, остролодочник известняковый, двулистник Грея, костенец зелёный, солорина мешочковидная, пихта сахалинская, смородина сахалинская, шиповник иглистый, рябина, папоротники, хвощи, плауны и другие.

## Фауна
Вблизи горы Вайды обитают: сахалинская кабарга (подвид внесён в Красные книги Российской Федерации и Сахалинской области), а также чешуекрылые (Красная книга Сахалинской области): хвостоносец синий, аполлон амгуньский. На территории памятника природы обитают также заяц-беляк, бурый медведь, лисица, белка обыкновенная, неясыть, ястреб-тетеревятник, пестрый дятел, рябчик и другие.